# Aeroportul Bardera
Aeroportul Bardera (IATA: BSY, ICAO: HCMD) este un aeroport din Gedo⁠(d), Somalia ce deservește zona Bardera. A fost numit după zona deservită.
Situat la o altitudine de 113 m, aeroportul dispune de o singură pistă.